# 国家自由意志党
国家自由意志党（西班牙語：Partido Nacional Libertario）是由约翰内斯·凯泽领导的智利政党。该党由众议院民族保守主义党派共和党的五名自由意志主义成员创立。该党在全国16个大区中的13个大区收集和提交了超过46080个签名。选举事务处在2025年3月正式通过了其合法化的程序。
该党计划在2025年智利总统选举中推选约翰内斯·凯泽为总统候选人。

## 历史
国家自由意志党由智利共和党多名持不同政见成员的不满情绪推动下，围绕政治家约翰内斯·凯泽而成立。政治分析人士解释说，这些“纯粹主义”成员的不满源于该党的整体运作状况和对2023年新宪法提案的支持立场。此外，分析人士将凯泽的人气上升和新政党的成立与当前国际政坛的普遍现象，即哈维尔·米莱或唐纳德·特朗普等极右翼颠覆性政治人物的出现联系起来。
该党成立于2024年7月12日，目前在智利众议院拥有6个席位。该党最初曾考虑让约翰内斯·凯泽参加2025年智利总统选举的智利前进政党联盟初选，但在该联盟批准养老金改革项目后，这一选择被放弃。不过，凯泽表示他对与基督教社会党和共和党候选人进行初选持开放态度。该党与上述政党宣布了一项初步协议，即在议会中以名为“新右翼”（Nueva Derecha）的单一名单进行选举。

## 意识形态
多家媒体将该党归类为极右翼，而该党本身和约翰内斯·凯泽更喜欢将其描述为右翼。当被问及此事时，凯泽表示他不相信极右翼的存在，并且“我们没有军火库，我们不会暴力攻击我们的政治对手[...]我会称之为更‘始终如一’或‘原教旨主义’的右翼”。

## 领导层
国家自由意志党临时领导层由以下人员组成：
- 主席：约翰内斯·凯泽
- 副主席：汉斯·马罗夫斯基
- 秘书长：胡安·安东尼奥·乌鲁蒂亚·梅内塞斯
- 副秘书：卡丽娜·萨普纳尔

## 议员名单

### 众议院
国家自由意志党在2022年至2026年期间拥有六名众议员：
| 姓名                               | 大区           | 选区 |
| ---------------------------------- | -------------- | ---- |
| 克里斯蒂安·拉贝·马丁内斯           | 圣地亚哥大都会 | 8    |
| 约翰内斯·凯泽·巴伦茨-冯·霍恩哈根   | 圣地亚哥大都会 | 10   |
| 贡萨洛·德拉卡雷拉·科雷亚           | 圣地亚哥大都会 | 11   |
| 格洛丽亚·纳韦扬·阿里亚加达         | 阿劳卡尼亚     | 22   |
| 克里斯托瓦尔·乌鲁蒂科埃切亚·里奥斯 | 比奥比奥       | 21   |
| 莱昂尼达斯·罗梅罗·萨埃斯           | 比奥比奥       | 20   |